# Urlobroek
Het Urlobroek is een natuurgebied van 110 ha dat zich bevindt ten westen van Kinrooi.
Het moerassige gebied is 110 ha groot en gelegen in het dal van de Abeek. Deze rivier scheidt het Urlobroek van het Grootbroek. Stroomafwaarts stroomt ze De Zig binnen. Tegenwoordig bestaat het Urlobroek uit een afwisseling van loof- en naaldbos, met elzenbroekbos in de lagere en nattere gedeelten. Er zijn enkele percelen venig berkenbroek te vinden.
Van 1359 tot 1719 was het een van de twistappels tussen de Vier Crispelen en de Drie Eyghen. Misschien was dit de locatie van het conflict van 1441.